# تقسیمات اداری مناطق خودمختار چین
تقسیمات اداری مناطق خودمختار چین (انگلیسی: Autonomous administrative divisions of China) مناطق خاصی است که با یک یا چند اقلیت قومی مرتبط هستند که در جمهوری خلق چین (PRC) مستقل هستند. این مناطق در قانون اساسی چین به رسمیت شناخته شده و به‌طور قانونی تعدادی از حقوق به آن‌ها داده شده که به سایر بخش‌های اداری غیرخودمختار چین اعطا نشده‌است. به عنوان مثال، اقلیت‌های تبت در منطقه خودمختار تبت آزادی‌های حقوقی و یارانه‌های مالی و پزشکی از طرف دولت مرکزی چین دریافت کرده‌اند که سایر مناطق با اکثریت چینی‌های هان آن را دریافت نکرده‌اند.